# Объединённое собрание советов горных районов Донской стороны
Объединённое собрание советов горных районов Донской стороны — собрание советов шахтёрских районов Области Войска Донского, созванное представителями рабочих и крестьян в связи с вводом военного положения в регионе при покровительстве Украинской Центральной Рады в начале декабря 1917 года.

## История
Большинство советов Донбасса не поддержали октябрьский переворот из-за того, что находились под влиянием эсеров и меньшевиков. Но, несмотря на это, в регионе нарастало протестное движение, и конфликты с представителями администрацией предприятий участились, всё это было связано с ухудшением материального обеспечения рабочих и агитацией большевиков и анархистов.
По многочисленным просьбам владельцев предприятий в угольные районы Области Всевеликого Войска Донского по распоряжению атамана Каледина для наведения порядков были введены казачьи части, а уже 26 октября (8 ноября) 1917 года в Донбассе было введено военное положение. Донцы ликвидировали Советы, закрывали рабочие организации, их активисты увольнялись с работы и вместе с семьями высылались за пределы области. Делегации донецких горняков искали защиты в Петрограде и Киеве.
16 ноября 1917 года по поводу жалоб рабочих о притеснении их донскими казаками состоялся телефонный разговор между секретарём УЦР по труду Николаем Поршем с членом войскового правительства И. Ф. Поляковым.
Из-за многочисленных жалоб рабочих об притеснениях и сообщении о громком убийстве казаками 3 декабря революционера председателя совета Переверзева, Никиты Васильевича, О. Г. Княжеченко, И. Григорьева. Председатель Совета Народных Министров УНР Владимир Винниченко пытался путём переговоров с атаманом Калединым решить этот конфликт, но переговоры не приносили результатов. Тогда для расследования убийства и урегулирования конфликта на месте в Таганрогский округ в конце ноября прибыли представители УЦР Попинский и Коваленко.
По прибытии в округ представители УЦР созвали собрание Советов Боково-Хрустальского, Ровенецкого и Чистяковского горных районов, профсоюзов, представителей 10-го Донского полка 1-й сотни, представителей от сёл и волостей.
Председателем собрания был Высоцкий его товарищ Шестаков, секретарём был Павлов, его товарищем был Суриков. Собрание началось с докладов делегатов от УЦР, которые сообщили, что прибыли для получения информации о работе шахт, о ходе организации рабочей силы, о возникающих эксцессах между рабочими и предпринимателями и казаками, после чего начали выступать делегаты от горных районов. Первым выступил делегат от Боково-Хрустальского района Высоцкий, который сообщил, что рабочие терпят унижения, побои, убийства со стороны казачества находятся в безвыходном положении, в частности он сообщил об убийстве казаками председателя совета Боково-Хрустальского района Переверзеева.
После этого выступал делегат Бобкин, который сообщил, что казаки не дают возможность вывезти добытый уголь, на предприятиях наводят страх на шахтёров. В конце своего доклада он заявил:
```
                                            " под казацкой плёткой и штыком работать мы больше не можем"
```

После него с докладом выступил делегат Горбов, который заявил, что убийство Переверзеева и Черевченко было совершено казаками при посредничестве начальника милиции 16 участка Кузнецова, также он сообщил об разгоне и аресте казаками Александро-Грушевского совета.
Следующим с докладом выступил делегат Поздняков, который дополнил высказывания предыдущих выступавших, сообщил, что после избиения казаками Переверзеева он ещё был жив, когда его и Черевченко тянули в неизвестном направлении, он просил «товарищи, не давите мне ноги, не тяните язык», на что ему ответили оскорблениями и сказали «Какой ты нам таварищь». Узнав о происшедшем, совет Хрустальского района командировал членов в Боковский район для выяснения обстоятельств и поиска тела, которое, вскоре обезображенное, было найдено, после чего представители совета вызвали на место преступления начальника милиции 15 участка Захватова, судебного следователя, членов следственной комиссии от Совета. Но из-за давления казаков и милиционера Кузнецова расследование полноценно не удалось провести. Свидетелям преступления угрожали расправой за сообщение малейших фактов. Также казаки разыскивают в районе Красную гвардию, которой у нас нет, есть лишь охрана совета.
После этого выступила жена Переверзеева, которая заявила, что знает все обстоятельства преступления, но из-за страха расправы со стороны казаков боится всё рассказать, она заявляет:
```
"боясь участи той, которую понёс мой покойный муж, я в данном случае перенесу эту страшную катастрофу в своём сердце, зная отлично, что за мною назначена от казаков слежка, и что на каждом моём слове и шагу меня ловят, дабы предать в руки несправедливости, ввиду чего убийцы пусть пока торжествуют"
```

После этого выступили делегаты Асламов и Киргизов сообщили, что Переверзеев был арестован и убит по личному приказанию Каледина, будучи у Кузнецова, Киргизов видел приказ Каледина, в котором говорилось:
```
                                         "арестовать и доставить Переверзеева , хотя бы и убитого"
```

Последним свидетелем по делу Переверзеева выступила девочка, которая присутствовала при аресте, она заявила, что последний пришёл к Кузнецову домой, где был застигнут врасплох казаками, которые сказали ему «руки вверх», Перверзеев сказал «я сдаюсь», и по нему был открыт огонь.
После этого выступили делегаты от сёл волостей.
После докладов с мест и докладе об убийстве Переверзеева представители УЦР зачитали записи собрания, Высоцкий зачитал указ Каледина, заявления продовольственного комитета, протокол об убийстве Переверзеева. Зачитанные доклады Высоцкого представители УЦР пожелали взять в Киев для ознакомления Генерального секретариата УЦР.
После всего этого Высоцкий вынес резолюцию на голосование, которая была принята и одобрена собранием.

### Резолюция
```
Ввиду создавшегося трагического положения со зверским убийством Переверзеева и рядом с этим уничтожения рабочей организации мы просим:
1) Немедленно снять военное положение;
2) Освободить рабочих из-под насильственной опеки Войскового Правительства.
3) Мы требуем независимости от власти Войскового Правительства.
4) Просим предоставления Украинской Центральной Рады прибегнуть к нам на помощь в освобождении из-под гнета военного положения.
5) Мы требуем передать военно-революционному суду преступников в незаконном убийстве товарища Переверзеева, дабы преступное клеймо не распространилось на все трудовое казачество.
6) Мы требуем немедленного освобождения всех товарищей, арестованных по воле Войскового Правительства во главе с Калединым.
Объединенное заседание совета Боково-Хоустальского, Чистяковского, Ровенецкого и других районов с представителями от казаков 10-го Донского полка 1=й сотни, представителей от профессиональных союзов и крестьян сел и волостей.
```

Несмотря на то, что местное население попросило присоединить пограничные районы Таганрогского и Донецкого округов к Украинской Народной Республике, украинский Генеральный секретариат не отважился войти в открытую конфронтацию с Войсковым Правительством, так как видел в нём главного союзника в борьбе с большевиками. В дальнейшем до прибытия северных отрядов Сивирса и Саблина из-за невозможности УНР защитить местного населения от притеснений казаков, противостояние переросло в открытый вооружённый конфликт в указанных районах.